# Competitivo de Pokémon
El competitivo en Pokémon, por lo general, se refiere a los combates jugador contra jugador que se llevan a cabo utilizando los videojuegos de Pokémon. Los jugadores arman un equipo de Pokémon, el cual debe definirse según un conjunto de reglas concreto, y combaten de la forma en la que lo harían en el juego, o sea, hasta que todos los Pokémon en el equipo de un jugador se hayan debilitado, o también hasta que un jugador se rinda. Se suele realizar estos combates a través de las consolas de los respectivos juegos (por ejemplo, la Nintendo 3DS o la Nintendo Switch) o en línea, a través de simuladores creados por los fans, tales como Pokémon Showdown!.
El circuito de campeonatos oficiales para el competitivo de Pokémon se conoce como Campeonato de Videojuegos (VGC, por sus siglas en inglés). The Pokémon Company International lo estableción en el 2009 bajo su programa Play! Pokémon. Jugadores de todo el mundo compiten en torneos locales y eliminatorias para ganar premios de dinero en efectivo y becas, así como una invitación al Campeonato Mundial de Videojuegos Pokémon anual; un torneo de esports en el que solo se puede participar con una invitación y que, además de los videojuegos de Pokémon, también incluye al juego de cartas coleccionables Pokémon y a Pokkén Tournament. Todas las partidas del VGC se juegan con el formato de «combate doble», en los que dos Pokémon del equipo de un jugador combaten contra otros dos Pokémon del oponente a la vez. Además, las reglas suelen cambiar cada año para tomar en cuenta los lanzamientos de los juegos nuevos, por lo que, por ejemplo, el Campeonato Mundial de Pokémon del 2022 se jugó en Pokémon Espada y Escudo.
Por el contrario, el conjunto de fans más grande de la comunidad angloparlante dedicada al competitivo es Smogon University, el cual posee su propio conjunto de formatos competitivos y alberga torneos no oficiales para sus propios jugadores. Generalmente, los fans son quienes implusan los formatos competitivos y la comunidad es quien los establece, prohibiendo las estrategias y los Pokémon que consideran demasiado poderosos, a través del consenso y de la votación popular, y colocando a los Pokémon en tiers según la frecuencia con la que los utilizan en los combates, lo que permite que los Pokémon más débiles sean utilizados exitosamente en los formatos que corresponden a las tiers más bajas. A diferencia de los torneos oficiales, estos torneos permiten a los jugadores tener la opción de escoger cualquier formato en el que deseen jugar y utilizar a cualquier Pokémon que esté en la misma tier escogida o en alguna más baja.

## Mecánicas

### Características de los Pokémon
Todos los Pokémon poseen seis características: PS, ataque, defensa, ataque especial, defensa especial y velocidad.
Antes de la cuarta generación, la categoría de daño de un movimiento (o sea, físico o especial) la determinaba el tipo del mismo movimiento (por ejemplo, todos los movimientos de tipo roca eran físicos y todos los movimientos de tipo dragón eran especiales). La separación de las categorías especial y física en la cuarta generación permitió que los movimientos puedan ser físicos o especiales según la naturaleza del ataque en lugar del tipo del movimiento. Este cambio fue enorme para los combates competitivos y afectó positivamente a algunos Pokémon como Gengar o Gyarados y negativamente a otros como Alakazam. Debido a que los combates competitivos involucran a jugadores humanos, el estilo de combate es muy diferente, ya que los jugadores escogen su conjunto de cuatro movimientos y un objeto basándose no solo en las características de sus Pokémon, sino también en los conjuntos que los otros jugadores podrían usar para contrarrestarles.
Todos los Pokémon tienen una naturaleza, la cual tiene el potencial de aumentar una característica en un 10% y disminuir otra en el mismo porcentaje, con respecto a una cantidad base. Además, unos atributos escondidos, llamados EV e IV, suelen alterar las características en los Pokémon competitivos, normalmente llevándolas al máximo. Los EV se obtienen al combatir y derrotar a otro Pokémon (cada Pokémon tiene un conjunto concreto de EV que otorga), mientras que los IV los asigna el juego cuando obtienes un Pokémon (mientras más alto se este número, mejor se vuelve la característica con respecto a una cantidad mínima fija).

### Movimientos
Los movimientos que tienen una potencia base alta, pero que también tienen una desventaja enorme, como el turno de recarga de gigaimpacto y la precisión arriesgada de trueno, no siempre son viables en el competitivo. En cambio, los movimientos que tienen una precisión fiable, desventajas mínimas y una potencia base decente, como golpe cuerpo y rayo, respectivamente, se utilizan más. La introducción de las megaevoluciones les dio a Pokémon que anteriormente no eran viables o no lo eran tanto, como Charizard y Mawile, un propósito en las tier superiores del meta, sin embargo, esta mecánica (introducida en la sexta generación), junto con los movimientos Z (una mecánica que debutó en la séptima generación y que consiste en movimientos ultrapoderosos de un tipo en particular que cualquier Pokémon equipado con un objeto específico los podía realizar) fue removida en la octava generación. Dinamax fue una mecánica nueva introducida en esta última generación; consiste en que, una vez por combate, cada jugador puede aumentar los PS de uno de sus Pokémon (en hasta un 100%) y mejorar sus movimientos a movimientos Dinamax (estos son movimientos poderosos con efectos adicionales y que se basan en el tipo del movimiento). Algunos jugadores, especialmente los seguidores de Smogon University, criticaron esta mecánica y prohibieron su uso en algunos formatos. Ciertos tipos en las primeras ediciones de los juegos, como el tipo psíquico en la primera generación y el tipo dragón en la cuarta y en la quinta, eran excepcionalmente poderosos y una clara elección por sobre el resto, debido a su carencia de debilidades o porque solo un tipo los resistiera. Al tipo psíquico solo lo resistía él mismo y al tipo dragón solo lo resistía el tipo acero. Los diferentes tipos son más equilibrados en los metas actuales, a pesar de que ciertos tipos son mejores en algunas circunstancias (como el tipo hielo para la ofensiva y el tipo acero para la defensiva).[cita requerida] Además, debido a que, en la primera generación, el ataque especial y la defensa especial no estaban separados como ahora, existiendo estos como una única característica conocida como especial, los Pokémon con un especial alto podían causar y resistir daño especial extremadamente bien (o, si tenían un especial bajo, eran extremadamente débiles tanto en la ofensiva como en la defensiva especiales).

## Reglas
Las reglas varían entre el circuito de torneos oficiales para Pokémon, el VGC, y los formatos competitivos mantenidos por la institución creada por los fans, Smogon University.

### Campeonato de Videojuego
The Pokémon Compay proporciona directamente las reglas para el VGC. Estas varían durante la duración de un juego de Pokémon y las presentan en actualizaciones periódicas. Dependiendo de la serie, pueden imponer o levantar ciertas restricciones a las mecánicas del juego o al uso de algunos Pokémon. Las mecánicas que han restringido han incluido la prohibición de usar el Dinamax, los cristales Z y las megapiedras. Las restricciones levantadas han incluido permitir una cantidad limitada de Pokémon legendarios restringidos por equipo.
Las partidas del VGC siempre utilizan un formato de combate doble. Cada jugador saca dos Pokémon a la vez y puede elegir como blanco a cualquier Pokémon en el campo. Los jugadores deben escoger cuatro Pokémon de su propio equipo de seis para cada combate de torneo. Antes de escoger cuáles cuatro Pokémon participarán en un combate, los jugadores pueden también ver los seis Pokémon del equipo del oponente en la pantalla de previsualización de equipo. Los Pokémon del mismo equipo no pueden tener equipado un mismo objeto. Los equipos no pueden utilizar más de un Pokémon de la misma especie. Los Pokémon siempre están al nivel 50 durante los combates, sin importar en qué nivel se encuentran en el juego offline. Nunca ha sido legal utilizar Pokémon singulares en el VGC.
Durante un combate, hay tres temporizadores andando. Uno de ellos es el reloj de combate. Si este llega a cero, el ganador se decidirá según cuál jugador tiene más Pokémon disponibles para combatir o, si a ambos jugadores les queda la misma cantidad de Pokémon, el ganador se decidirá según los puntos de salud (PS) de los Pokémon restantes, ponderados con los PS totales del equipo. Otro temporizador es el reloj de turno, conocido dentro del juego como Tu Tiempo. Este reloj limita la duración de los turnos. Si este temporizador expira, se elige automáticamente el primer movimiento del Pokémon. El tercer temporizador es un reloj de arena para el jugador. El jugador tiene que cambiar de Pokémon o escoger qué movimiento usarán los que están activos antes de que el temporizador llegue a cero o, de lo contrario, el Pokémon usará el primer movimiento que conoce, tal como ocurre con el temporizador de Tu Tiempo.

### Smogon

#### Reglas del juego
Las reglas para el competitivo de Smogon pueden variar según el modo de juego, la tier y el tipo de torneo. Algunas reglas aplican universalmente a los torneos de Smogon y combates en línea por puntos. La comunidad de Smogon se refiere a estas reglas universales como cláusulas estándares. Estas incluyen las siguientes:
- Cláusula de sueño: los jugadores tienen prohibido causar el problema de estado «sueño» a varios Pokémon al mismo tiempo.
- Cláusula de especie: los jugadores tienen prohibido utilizar varios Pokémon de la misma especie en su equipo.
- Cláusula de evasión: los jugadores tienen prohibido utilizar los movimientos que aumentan la característica «evasión» de un Pokémon.
- Cláusula de OHKO: los jugadores tienen prohibido utilizar movimientos que, invariablemente, causan que un Pokémon se debilite en un solo turno e ignorando las características o las resistencias de tipo.
- Cláusula de combate interminable: los jugadores tienen prohibido forzar que un combate se vuelva imposible de acabar.

Bajo las reglas de Smogon, los Pokémon se dividen en tiers, según su índice de uso. Un Pokémon se coloca en una tier si se utiliza en un cierto porcentaje de todos los combates en una tier. Este porcentaje varía por juego. Los Pokémon que se encuentran en tiers más altas no son legales en tiers más bajas, pero los Pokémon que están en tiers más bajas sí se pueden utilizar en las tier en las que se encuentran o en cualquier tier mayor. Todas las tier tienen una lista de Pokémon prohibidos (BL, por sus siglas en inglés), la cual contiene Pokémon que la base de jugadores ha decidido que son perjudiciales para la tier debido a una falta de Pokémon capaces de contrarrestarlo, pero que no tienen un uso suficiente en las tiers más altas para colocarlos oficialmente en alguna de ellas. Las tiers se clasifican de la siguiente manera:
- Anything Goes (AG, todo vale): funciona como la lista de Pokémon prohibidos de Ubers. AG tiene la menor cantidad de restricciones de las tiers de Smogon y, en ella, solo existe la cláusula de combate interminable. Se permite utilizar mecánicas y Pokémon considerados anticompetitivos. Solo 2 Pokémon (excluyendo formas alternativas) están prohibidos en AG: Zacian y Mega-Rayquaza; este último es la razón por la que crearon esta tier.[13][14] Arceus es otro Pokémon prohibido de Ubers en la cuarta generación y ha sido el único Pokémon hasta ahora que no está permitido en ninguna tier en una generación dada de Smogon estándar.
- Ubers: funciona como la lista de Pokémon prohibidos de OU y también como su propia tier. La mayoría de los Pokémon que están en Ubers son legendarios, aunque algunos Pokémon que no lo son también han estado prohibidos en los metas de generaciones anteriores. Aunque algunos Pokémon extremadamente fuertes están disponibles en esta tier, algunas mecánicas del juego que se consideran anticompetitivas (como el movimiento relevo, el cual permite que un Pokémon se cambie por otro del equipo del jugador, traspasándole cualquier aumento a las características de un Pokémon al que entra al combate) están prohibidas.[15][16]
- OverUsed (OU, muy usados): se puede utilizar cualquier Pokémon o mecánica del juego que no esté prohibido en AG o en Ubers.[17]
- UnderUsed (UU, poco usados): se puede utilizar cualquier Pokémon o mecánica que no esté en AG, en Ubers, en OU o en UUBL.[18]
- RarelyUsed (RU, raramente usados): se puede utilizar cualquier Pokémon o mecánica que no esté en AG, en Ubers, en OU, en UUBL, en UU o en RUBL.[19]
- NeverUsed (NU, nunca usados): se puede utilizar cualquier Pokémon o mecánica que no esté en AG, en Ubers, en OU, en UUBL, en UU, en RUBL, en RU o en NUBL.[20]
- PU: se puede utilizar cualquier Pokémon o mecánica que no esté en AG, en Ubers, en OU, en UUBL, en UU, en RUBL, en RU, en NUBL, en NU o en PUBL.[21]
- ZeroUsed (ZU): se puede utilizar cualquier Pokémon o mecánica que no esté en AG, en Ubers, en OU, en UUBL, en UU, en RUBL, en RU, en NUBL, en NU, en PUBL o en PU.[22]

Los Pokémon que no alcanzan uso suficiente en ninguna de las tiers disponibles para una generación dada se consideran sin tier. Como casi tiers, sin tier no es un formato jugable y Smogon desalienta utilizar a los Pokémon que se encuentran en esa categoría en una partida seria.

## Campeonatos regionales de Pokémon del Reino Unido
Los campeonatos de Pokémon del Reino Unido e Irlanda son eventos organizados por Nintendo en el Reino Unido y en Irlanda. Las competiciones regionales ocurrieron en varias regiones alrededor de ambos países. Los participantes lucharían en un torneo que utiliza el juego de Pokémon que fuera popular durante el tiempo del evento.

### Campeonato Pokémon del 2000
El primer campeonato se llevó a cabo durante el verano del 2000. Los jugadores recibieron una invitación para registrarse y participar en las finales regionales durante los meses de julio y agosto, pero solo se podía utilizar Pokémon Rojo y Azul. Se jugaron combates utilizando Pokémon Stadium, los que estuvieron sujetos a varias reglas de campeonato y de combate. A todas las personas que fueron a ver los eventos regionales se les permitió descargar a Mew a su cartucho de Pokémon Rojo o de Pokémon Azul (esto estuvo limitado a uno por persona).
Los torneos regionales se llevaron a cabo en 14 ciudades durante los meses de junio y agosto del 2000. En cada evento regional, los jugadores ganaron una medalla de gimnasio basada en las medallas ganadas en Pokémon Rojo y Azul. Cada regional constó de ocho rondas y el ganador de la final obtuvo las ocho medallas de gimnasio (y el subcampeón obtuvo siete). El ganador y el subcampeón de cada regional representaron a su región para la final en Londres.
| Fecha                 | Ubicación                   |
| --------------------- | --------------------------- |
| 15 de julio del 2000  | Bluewater, Greenhithe       |
| 22 de julio del 2000  | Central, Milton Keynes      |
| 24 de julio del 2000  | Merryhill, Dudley           |
| 25 de julio del 2000  | Harlequin, Watford          |
| 27 de julio del 2000  | Metro Center, Gateshead     |
| 29 de julio del 2000  | Gyle Center, Edimburgo      |
| 31 de julio del 2000  | Buchanan Galleries, Glasgow |
| 2 de agosto del 2000  | Castlecourt, Belfast        |
| 4 de agosto del 2000  | Omni Center, Dublín         |
| 6 de agosto del 2000  | Queen's Arcade, Cardiff     |
| 8 de agosto del 2000  | Bargate Center, Southampton |
| 10 de agosto del 2000 | Trafford Center, Mánchester |
| 12 de agosto del 2000 | Broadmead Center, Bristol   |
| 14 de agosto del 2000 | Meadowhall, Sheffield       |

Un evento especial tuvo lugar en Merryhill Dudley, donde regalaron un juego de cada versión a dos participantes escogidos al azar. Richard Borgens ganó la versión Roja, mientras que un joven turista árabe recibió la versión Azul. La final se realizó el 1 de septiembre del 2000 en el Millennium Dome, donde los finalistas regionales combatieron contra cada otro en una competición final. El ganador de la competición nacional representó al Reino Unido y a Irlanda en la final europea, la cual ocurrió al día siguiente, mientras que los Campeonatos Mundiales se llevaron a cabo más tarde durante ese mismo mes.

### Regionales del 2014
Los eventos de combates regionales se realizaron en abril del 2014 y los jugadores compitieron para ganar cartas y juegos electrónicos. La regional más grande se llevó a cabo en Londres/Mexico y en Bournemouth. Los ganadores de 15 años de edad y mayores están en la lista a continuación:
Escocia (Glasgow)
2.º - Fred Entenmann 
3.º - Andrew Ritchie
4.º - Gordon White
Noreste (Hull)
1.º - Andy Stone 
Noroeste (Mánchester)
1.º - Nitish Doolub
Londres
1.º - Sami Sekkoum
Costa sur (Bournemouth)
1.º - Dominic Jordan
Los ganadores de entre 11 y 14 años y mayores están en la lista a continuación:
Noreste (Mexico)
1.º - Andres Portela
2.º - Aaron Portela